# Puerto de Yawatahama
El Puerto de Yawatahama (八幡浜港 Yawatahama-kō?) es un puerto que se encuentra en la Ciudad de Yawatahama de la Prefectura de Ehime. Está a cargo de la Ciudad de Yawatahama.

## Características
Fue declarado Puerto de Importancia (重要港湾 Jūyōkōwan?) por el Gobierno de Japón, pero al no tener movimiento internacional pasó a ser un Puerto Regional (地方港湾 Chihō-kōwan?) en el año 2000. 
Se desarrolló como puerto principal del oeste de la Región de Shikoku principalmente a partir de la Era Meiji. 
Debido a que se encuentra en la base de la Península de Sadamisaki cuenta con escasas zonas llanas, por lo que la historia del desarrollo del puerto es también la historia de los trabajos de relleno. Se llevaron adelante ocho proyectos de expansión hasta adquirir el aspecto actual.
El servicio de ferry que la comunica con el Puerto de Usuki (臼杵港 Usuki-kō?), es el medio de comunicación principal entre las regiones de Shikoku y Kyushu, ya que no hay puentes que las enlacen.